# François Coli
François Coli (Marseille, 5 de junho de 1881 - 8 de maio de 1927) foi um piloto e navegador francês mais conhecido como o parceiro voador de Charles Nungesser em sua tentativa fatal de realizar o primeiro voo transatlântico.

## Início da vida e Primeira Guerra Mundial
Nascido em Marselha em uma família de marinheiros da Córsega, Coli tornou-se capitão mercante, casou-se e teve três filhas. Após a eclosão da Primeira Guerra Mundial, ele ofereceu seus serviços à Marinha Francesa. Supostamente desiludido porque nenhum navio de guerra precisava de um capitão, ele entrou para o exército como soldado raso. Sua idade e experiência lhe renderam uma comissão em 1915 e naquele verão ele foi promovido a capitão. Sofrendo vários ferimentos, ele foi declarado inapto para o serviço de infantaria e transferido para o Serviço Aéreo Francês, obtendo seu brevet de piloto em março de 1916. No final daquele ano, ele ingressou na Escadrille N.62 e ascendeu ao comando do esquadrão em fevereiro de 1917.
O capitão Coli permaneceu como chefe do Escadrille des Coqs mesmo depois de perder um olho em um acidente em março de 1918. Ele partiu do Roosters naquele agosto com a reputação de navegador e líder excepcional.

## Carreira pós-guerra

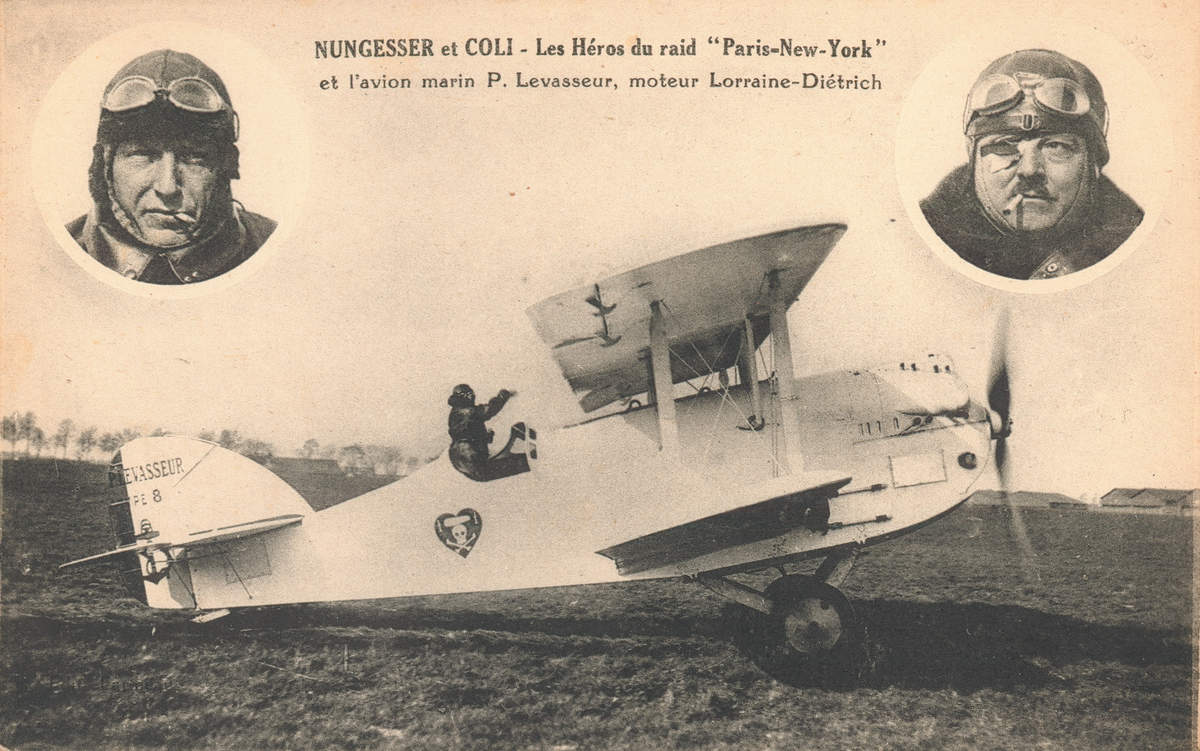
L'Oiseau Blanc

Após a guerra, Coli iniciou uma série de voos de distância recordes. Em 26 de janeiro de 1919, ele realizou a primeira travessia dupla do Mediterrâneo com o tenente Henri Roget. O voo estabeleceu o recorde de distância sobre a água de 735 quilômetros (457 milhas terrestres) em cinco horas.
Em 24 de maio, novamente com Roget, Coli estabeleceu um recorde de longa distância de Paris a Port Lyautey, Marrocos, uma distância de 2 200 quilômetros (1 400 mi). Ele se machucou no acidente no final do voo.
No ano seguinte, 1920, com Joseph Sadi-Lecointe, Coli fez novos voos de longa distância pelo Mediterrâneo.
Em 1923, Coli começou a planejar um voo transatlântico sem escalas com o camarada de guerra Paul Tarascon, um importante ás da aviação. Em 1925, eles se interessaram pelo prêmio Orteig de $ 25 000 pelo primeiro voo entre Paris e Nova York. No final de 1926, um acidente destruiu seu biplano Potez 25 e Tarascon foi gravemente queimado. Uma nova aeronave foi procurada e Tarascon cedeu seu lugar como piloto para Charles Nungesser. Eles decolaram de Paris em 8 de maio de 1927 no biplano L'Oiseau Blanc, mas desapareceram no caminho.
Em 1928, o Ontario Surveyor General nomeou vários lagos no noroeste da província para homenagear os aviadores que morreram em 1927, principalmente em tentativas de voos oceânicos. Entre eles estão o Lago Coli (51° 19′ N, 93° 35′ O) e o Lago Nungesser (51° 29′ N, 93° 31′ O).